# قایق دریاچه (فیلم)
قایق دریاچه (به انگلیسی: Lakeboat) فیلمی محصول سال ۲۰۰۰ و به کارگردانی جو مانتگنا است. در این فیلم بازیگرانی همچون چارلز دارنینگ، پیتر فالک، دنیس لری، اندی گارسیا، رابرت فورستر، جورج ونت، سال روبینک و جو مانتگنا ایفای نقش کرده‌اند.